# Крокфорд, Эрик
Эрик Бертрам Крокфорд (англ. Eric Bertram Crockford; 13 октября 1888, Саттон-Колдфилд, Бирмингем — 17 января 1958, Саттон-Колдфилд, Бирмингем) — английский и британский крикетист и хоккеист на траве, полевой игрок. Олимпийский чемпион 1920 года.

## Биография
Эрик Крокфорд родился 13 октября 1888 года в британском городе Саттон-Колдфилд.
Окончил Истборнский колледж, после чего вернулся в Уорикшир, где работал адвокатом.
Играл в хоккей за «Саттон-Колдфилд» и сборную Уорикшира.
В 1920 году вошёл в состав сборной Великобритании по хоккею на траве на летних Олимпийских играх в Антверпене и завоевал золотую медаль. Играл в поле, провёл 2 матча, мячей (по имеющимся данным) не забивал.
Всего провёл 17 матчей за сборные Англии и Великобритании, за которые выступал с 1920 года.
В 1911—1922 годах играл в крикет за Уорикшир.
Умер 17 января 1958 года в Саттон-Колдфилде.